# Studienvertretung
Die Studienvertretung (abgekürzt StV; bis 31. Jänner 2005: Studienrichtungsvertretung, abgekürzt StRV) ist das Kollegialorgan der gesetzlichen Studierendenvertretung auf Studienrichtungsebene in Österreich. Studienvertretungen haben drei oder fünf Mandate (bei über 400 Wahlberechtigten), die über eine Personenwahl direkt gewählt werden. Ihre Funktionsperiode beginnt jeweils mit dem 1. Juli eines Wahljahres und dauert regulär zwei Jahre.
An manchen Universitäten, insbesondere an der TU Wien und der TU Graz hat sich auch noch die Bezeichnung Fachschaft erhalten, mit der bis zum Hochschülerschaftsgesetz 1973 die Fakultätsvertretungen bezeichnet wurden. Heute wird damit meist die Studienvertretung bezeichnet, wobei auch die weiteren studentischen Mitarbeiterinnen und Mitarbeitern, die zum Beispiel die Vertretungsarbeit in universitären Kommissionen übernehmen, umfasst sind. Auch die den Studienvertretungen zugewiesenen Räumlichkeiten werden dann oft als Fachschaft bezeichnet.

## Aufgaben
Die Studienvertretung ist die unmittelbare Vertretung der Studierenden auf Studienrichtungsebene und de facto oft auch auf Institutsebene. Aus dem Kreis der Mandatarinnen und Mandatare wählt sie die Vorsitzende oder den Vorsitzenden der Studienvertretung. Durch das Universitätsgesetz 2002 sind die Verfahren für die Entwicklung der Curricula, für Berufungen und für Habilitationen gesetzlich weniger stark reglementiert als unter den Vorgängergesetzen. An mehreren Universitäten enthält die Satzung der Universität nähere Regelungen. Die Entsendung in diese universitären Kollegialorgane erfolgt daher nicht direkt mehr durch die jeweilige Studienvertretung, sondern nach einem in der Satzung der jeweiligen Hochschülerinnen- und Hochschülerschaft festzulegenden Verfahren.
Dabei kommt den Studienvertretungen ein (bindendes) Vorschlagsrecht zu, rechtswirksam wird die Bestellung der Studierendenvertreter erst mit der Entsendung durch die Universitätsvertretung. Die Vorsitzenden der Studienvertretungen haben Rede- und Antragsrecht (allerdings kein Stimmrecht) in der Fakultätsvertretung (beziehungsweise einem anderen Organ gemäß § 12 Abs. 2). Sollte kein solches Organ eingerichtet sein, sind die Vorsitzenden der Studienvertretung rede- und antragsberechtigte Mitglieder der Universitätsvertretung. Andere durch die Universität auf freiwilliger Basis eingerichtete Organe wie etwa Institutskonferenzen können demgegenüber direkt durch die Studienvertretungen beschickt werden, wenn die Satzung der Hochschülerschaft dies vorsieht. Seit der Novelle des Hochschülerinnen- und Hochschülerschaftsgesetzes (HSG 1998) im Jahr 2004 entsenden die Studienvertretungen auch in die Fakultätsvertretungen, sofern solche Organe gemäß § 12 Abs. 2 eingerichtet sind.
Studienvertretungen verfügen über ein eigenes Budget und können die von der Universitätsvertretung beschlossene Gliederung gegebenenfalls auch ändern. Insgesamt müssen mindestens 30 Prozent der Mitgliedsbeiträge den Studienvertretungen zugewiesen werden, andere Einnahmen jedoch nicht. Ausgaben über 727 Euro bedürfen eines Beschlusses der Studienvertretung, bis zu diesem Betrag ist der oder die Vorsitzende gemeinsam mit dem Referenten  für wirtschaftliche Angelegenheiten zeichnungsbefugt.
„Zur Information und zur Behandlung von studienbezogenen Angelegenheiten der Studierenden“ kann die Studienvertretung eine Studierendenversammlung einberufen. Eine solche Versammlung muss einberufen werden, wenn dies von mindestens fünf Prozent der Wahlberechtigten schriftlich gefordert wird. Die Beschlüsse der Studierendenversammlung sind allerdings nicht bindend, sie müssen lediglich in der nächsten Sitzung der Studienvertretung „behandelt“ werden.

## Geschichtliche Entwicklung
Ende der 1960er- und Anfang der 1970er-Jahre gründeten sich an den Universitäten und Hochschulen zahlreiche, vorerst nicht institutionalisierte, Institutsvertretungen und Basisgruppen. Im Unterschied zur damals eher konservativ geprägten ÖH waren diese Gruppen in unterschiedlichem Maße links orientiert. Mit dem Hochschülerschaftsgesetz 1973 wurden diese neuen Vertretungsformen in die ÖH integriert: Erstmals wurden Studienabschnitts-, Studienrichtungs- und Institutsvertretungen im organisatorischen Rahmen der Hochschülerschaften gewählt. Damit konnten sich insbesondere an der Universität Wien auch die Instituts- und Basisgruppen dauerhaft etablieren. Die Gruppe Roter Börsenkrach am VWL-Institut der Universität Wien etwa besteht bis heute.
Mit dem Hochschülerschaftsgesetz 1998 wurden Institutsvertretungen und Studienabschnittsvertretungen wieder abgeschafft, ihre Aufgaben übernahmen de facto bereits zuvor die Studienrichtungsvertretungen (zum Zeitpunkt des Inkrafttretens war österreichweit keine Institutsvertretung mehr gewählt). Mit der HSG-Novelle 2004 wurden die Studienrichtungsvertretungen in Studienvertretungen umbenannt.

## Wahlrecht
Grundsätzlich ist für alle ordentlichen Studien, „insbesondere auch für Lehramts- und Doktoratsstudien“, eine eigene Studienvertretung zu wählen. Um die Wählbarkeit sicherzustellen, kann die zuständige Universitätsvertretung mit Zweidrittelmehrheit beschließen, mehrere Studien (beispielsweise zusammengehörige Bachelor- und Masterstudien) zu einer Studienvertretung zusammenzufassen.
Im Unterschied zu anderen Vertretungsebenen werden Studienvertreter persönlich gewählt. Bei der Wahl können die Studierenden je nach Größe der Studienvertretung entweder bis zu drei (bei bis zu 400 Wahlberechtigten) oder bis zu fünf Stimmen (bei mehr als 400 wahlberechtigten Studierenden) vergeben. Durch die Personenwahl gibt es in den Sitzungen keine Möglichkeit einer Stimmübertragung oder Vertretung.
Wenn ein Mandat durch Rücktritt oder Studienende frei wird, kann die stimmenmäßig nächstgereihte Person nachrücken, sofern sie zumindest 25 Prozent der Stimmen des Kandidaten mit den meisten Stimmen erreicht hat. Ist keine Nachrückung mehr möglich und fällt dadurch die Zahl der besetzten Mandate auf unter die Hälfte der für diese Studienvertretung zu vergebenden Mandate, so endet die Funktionsperiode vorzeitig. Aufgaben und das noch verfügbare Budget fallen dann an die Fakultätsvertretung oder ein anderes eingerichtetes Organ gemäß § 12 Abs. 2 HSG 1998, falls diese nicht existiert an die Universitätsvertretung.